# Michael Shelley
Michael Shelley (né le 10 octobre 1983 à Southport) est un athlète australien, spécialiste du marathon.

## Biographie
En 2010, il se classe deuxième du marathon des Jeux du Commonwealth de New Delhi, derrière le Kényan John Kelai. Auteur d'un record personnel à 2 h 11 min 23 s lors du marathon de Rotterdam 2011, il termine 16e des Jeux olympiques de 2012, à Londres.
En 2014, Michael Shelley remporte la médaille d'or des Jeux du Commonwealth, à Glasgow en Écosse, en portant son record personnel sur marathon à 2 h 11 min 15 s.
Le 15 avril 2018, il remporte la marathon des Jeux du Commonwealth à Gold Coast, signant son deuxième succès dans cette épreuve. L'Écossais Callum Hawkins, en tête de la course à 2 kilomètres de l'arrivée avec un peu plus de 2 minutes d'avance sur Shelley, est victime d'une défaillance qui l'amènera à abandonner.

### Palmarès
| Date | Compétition          | Lieu       | Résultat | Épreuve  | Performance     |
| ---- | -------------------- | ---------- | -------- | -------- | --------------- |
| 2010 | Jeux du Commonwealth | New Delhi  | 2e       | Marathon | 2 h 15 min 28 s |
| 2012 | Jeux olympiques      | Londres    | 16e      | Marathon | 2 h 14 min 10 s |
| 2014 | Jeux du Commonwealth | Glasgow    | 1er      | Marathon | 2 h 11 min 15 s |
| 2018 | Jeux du Commonwealth | Gold Coast | 1er      | Marathon | 2 h 16 min 46 s |

### Records
| Épreuve  | Performance     | Lieu    | Date            |
| -------- | --------------- | ------- | --------------- |
| Marathon | 2 h 11 min 15 s | Glasgow | 27 juillet 2014 |